# Meister des Tegernseer Hochaltars

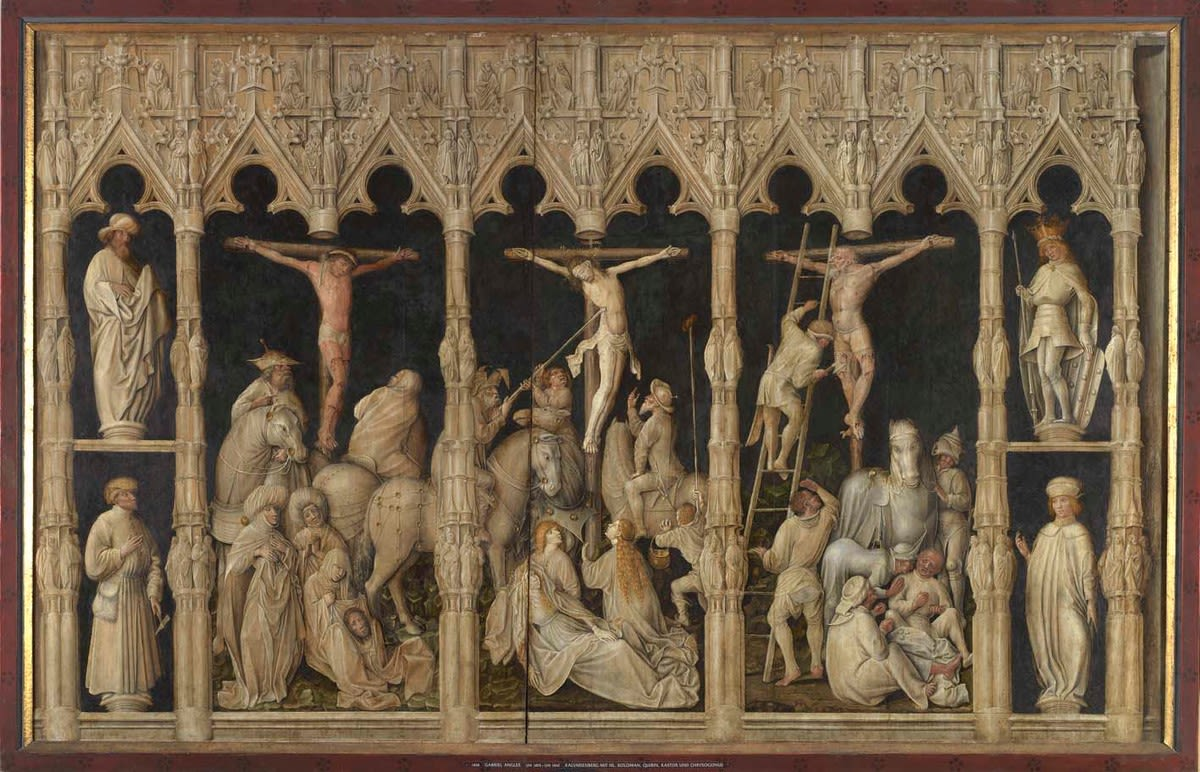
Tegernseer Hochaltar, Mittelteil: Kreuzigung, Oberbayern, um 1445

Als Meister des Tegernseer Hochaltars wird der namentlich nicht bekannte spätgotische Maler bezeichnet, der um 1445/6 den Hochaltar für die Klosterkirche des Benediktinerklosters am Tegernsee in Oberbayern gemalt hat.

## Identifizierung
Der Künstler wird manchmal nach der lateinischen Bezeichnung des Altars mit Tegernseer Tabula Magna als Meister der Tegernseer Tabula Magna benannt. Die mit Große Tafel zu übersetzende Bezeichnung weist auf das mit sechs Metern Höhe und sechs Metern Breite ungewöhnlich große Gesamtformat des Altars hin.
Zunächst wurde der Tegernseer Altar Gabriel Mälesskircher zugeordnet, einem Maler, der in der zweiten Hälfte des 15. Jahrhunderts in Südbayern tätig war; dann aber konnte nachgewiesen werden, dass der Altar aus der Malergeneration vor Mälesskircher stammte und seinem Schöpfer wurde ein eigener Notname nach dem Werk gegeben.
Es wird nach neueren kunsthistorischen Forschungen vorgeschlagen, den Tegernseer Hochaltar dem Werk von Gabriel Angler zuzurechnen, einem Maler, der ab 1430 in München als Tafel- und Freskomaler wirkte und der Lehrmeister von Gabriel Mälesskircher war.

## Der Tegernseer Hochaltar
Der Altar war dem heiligen Quirinus gewidmet, dem Schutzpatron des Klosters. Die Außenflügel stellen Szenen aus dem Martyrium des Heiligen dar, die Innenseiten und der Mittelteil zeigen Szenen aus der Passion Christi. Die Passionsszenen stellen die Geschehnisse in dramatischen, sogenannten volkreichen Szenen dar, in gedämpften grauen und braunen Tönen. Die noch erhaltenen Tafelbilder des im 17. Jahrhundert aufgelösten Altars befinden sich heute im Germanischen Nationalmuseum in Nürnberg, im Bayerischen Nationalmuseum in München und im Diözesanmuseum der Erzdiözese München und Freising.

## Stilistische Einordnung
Der Meister des Tegernseer Hochaltars gehört – wie auch der Meister der Pollinger Tafeln – zu einer Gruppe von spätgotischen Malern im Münchner Raum, die in einem aus der Tradition gewachsenen, lokal geprägten neuen gotischen Realismus malen; deren erzählerische Dramatik und Drastik waren dann mitbestimmend für die Malerei der zweiten Hälfte des 15. Jahrhunderts in Oberbayern, auch wenn die Malergeneration nach ihnen mehr durch den spätgotischen Stil der Malerei in Flandern beeinflusst war.